# Гарібальдієць в монастирі
«Гарібальдієць в монастирі» (італ. Un garibaldino al convento) — італійська чорно-біла комедія режисера Вітторіо Де Сіки за однойменним твором Ренато Анджіолілло. Прем'єра фільму відбулась 10 березня 1942 р.

## Сюжет
В основі сюжету фільму — пікантні спогади старої жінки про її молоді роки, проведені в католицькій школі при монастирі, про щасливі і сумні моменти і про її трагічне кохання до одного гарібальдійця.

## У ролях
- Леонардо Кортезе — граф Франко Амідеї
- Марія Меркадер — Маріелла Доминиани
- Карла Дель Поджо — Катарінетта Беллеллі
- Фаусто Гуерцоні — Тьєполо, пріор
- Ельвіра Бетроне — мати-настоятелька
- Клара Аутері Пепе — Джелтруде Корбетті
- Діна Романо — сестра Ігнація
- Ольга Вітторія Джентіллі — маркіза Домініані
- Федеріко Колліно — Джачінто Беллеллі
- Армандо Мільїарі — Раймондо Беллеллі
- Ламберто Пікассо — Джованні Беллеллі
- Вітторіо Де Сіка — Ніно Біксіо

## Цікаві факти
Картина була показана на широкому екрані в рамках ретроспективи фільмів Вітторіо Де Сіки в листопаді 1991 р. в Музеї сучасного мистецтва (Нью-Йорк).